# Dariusz Gajda
Dariusz Gajda (ur. 3 września 1956 w Zelowie) – były polski piłkarz, grający na pozycji obrońcy.
Dariusz Gajda swoją przygodę z piłką rozpoczął w klubie z miejscowości, z której pochodził - Włókniarzu Zelów. W 1976 roku na kilka lat przeniósł się do Gdańska, do Stoczniowca. Następnie trafił do Concordii Piotrków Trybunalski, z której 
odszedł w 1981 roku, zasilając szeregi grającego w I lidze (dziś ekstraklasa) ŁKS-u Łódź. W barwach tego klubu rozegrał ponad 100 spotkań. W 1985 roku wyjechał do Austrii, gdzie przez 7 sezonów reprezentował barwy LASK Linz.